# Liste der Mitglieder der American Academy of Arts and Sciences/1838
Im Jahr 1838 wählte die American Academy of Arts and Sciences 11 Personen zu ihren Mitgliedern.

## Neugewählte Mitglieder
- Joseph Hale Abbot (1802–1873)
- Charles Avery (1795–1883)
- Marcus Catlin (1805–1849)
- Martin Gay (1803–1850)
- Charles Gill (1805–1855)
- Francis William Pitt Greenwood (1797–1843)
- Augustus Allen Hayes (1806–1882)
- Oliver Wendell Holmes, Sr. (1809–1894)
- John Barnard Swett Jackson (1806–1879)
- Joseph Roby (1807–1860)
- Domenico Lo Faso Pietrasanta Serradifalco (1783–1863)